# Tatjana Bregant
Tatjana Bregant, slovenska arheologinja, * 16. februar 1932, Ruta, Lovrenc na Pohorju, † 15. februar 2002, Ljubljana.

## Življenje in delo
Diplomirala je 1955 iz arheologije na ljubljanski Filozofski fakulteti in prav tam 1966 tudi doktorirala; tu je tudi predavala arheologijo predkovinskih dob in vodila raziskovalni center za to vejo arheologije v okviru Znanstvenega inštituta Filozofske fakultete. Leta 1964 je prevzela urejanje letne revije Poročilo o raziskovanju paleolita, neolita in eneolita v Sloveniji. V raziskovalnem delu se je posvetila izkopavanjem kolišča na Ljubljanskem barju. Proučevala pa je tudi arheologijo visokega srednjega veka po letu 1000 in zemljišče celjskega gradu.